# Christian Cassar
Christian Cassar (Bolzano, 1952) è un artista italiano.
Ha studiato all'Accademia di Belle Arti di Urbino, dove ha poi insegnato come assistente di pittura e scultura nel corso degli anni Ottanta.
Secondo Andrea Del Guercio, docente di Storia dell'Arte Contemporanea presso l'Accademia di Belle Arti di Brera, nelle sculture di Cassar è presente una "attenzione all'architettura come sistema di organizzazione dello spazio" perché l'artista altoatesino non concepisce le proprie opere come unità concluse, ma come "opere monumentali facenti parte dell'unità del sistema architettonico".

## Mostre personali
- Galleria Mercato del Sale, Milano, 1986
- Bockley Gallery, Minneapolis, USA, 1987
- Progetto Scultura, Musei Civici di Reggio Emilia, 1991
- Ottovolante, GAMeC, Museo di Arte Contemporanea di Bergamo, 1992
- Accademia dell'Arte e del Disegno, Firenze, 1992
- Museion, Bolzano, 1993

## Mostre collettive
- Panorama & Panorama, Galerie im Taxipalais, Innsbruck, 1987
- Scultori all'aperto, Biennale di Venezia, 1988